# Sebastião de Abreu
Sebastião de Abreu (Serpa, 1713 – Urbania (Itália), 30 de novembro de 1792), entrou na Companhia de Jesus e foi professor de Ciências Matemáticas, Artes e Teologia Moral  na Universidade de Évora. Foi desterrado para Itália em 1759.